# Acanthodactylus bedriagai
Acanthodactylus bedriagai är en ödleart som beskrevs av  Fernand Lataste 1881. Acanthodactylus bedriagai ingår i släktet fransfingerödlor, och familjen lacertider. IUCN kategoriserar arten globalt som nära hotad. Inga underarter finns listade i Catalogue of Life.